# 반스 대 펠릭스
Barnes v. Felix, 605 US ____는 과잉 무력 행사에 따른 신체적 자유 침해에 대한 위헌 주장을 평가하기 위한 "상황의 총체성" 테스트를 재확인한 미국 대법원 판례로, 이는 이전에 <i id="mwEg">Tennessee v. Garner</i> (1985)에서 확립되었다. 정원일치 의견서를 작성한 엘레나 케이건 연방대법원은 일부 연방 항소법원들이 사용해 온 ‘위협의 순간(moment of the threat)’ 기준 이  제4차 수정헌법의 적용 범위에 비추어 지나치게 협소하다며 이를 기각하였다.

## 배경
2016년, 4월 28일, 오후 2시 45분 (중부 표준시), 24세 흑인 남성 Ashtian Barnes는 텍사스 휴스턴의 Sam Houston Tollway 에서 은색 렌터카 Toyota Corolla를 운전하던 중, 차량과 관련된 미납 통행료 6.45 달러 가 있다는 것을 발견한 Harris County Constable Precinct 5의 Roberto Felix Jr. 경찰관에게 잡혔다. 그는 여자친구의 딸을 보육원에서 픽업하기 위해 운전하여 가고 있던 중이었다.
운전면허증 과 보험증서를 제시하라는 요구에, 반스는 제시하지 못했고, 혹시 차 트렁크에 있을 지 모르겠다고 대답했다. 반스는 자동차 엔진을 끄고, 점화 장치 에서 열쇠를 뽑았다. 펠릭스는 나중에 텍사스에서 오락용으로 사용하는 것이 아직 불법인 마리화나 냄새를 맡았다고 주장했다. 차량이나 Barnes의 몸에서는 약물 흔적이 발견되지는 않았다. 총격 사건 이후, 차량의 글러브 박스에서 총기 1정이 회수되었다.
펠릭스는 반스에게, 차에서 내리라고 명령하고 자신의 권총을 꺼내들었다. 그러자 문이 열려 있는 동안 차가 앞으로 굴러가기 시작했고, Felix는 Barnes에게 총을 겨눈채 차 위로 뛰어올라, 총 두 발을 쏘아 Barnes를 죽게하였다. 그는 몸통에 총격을 받아 그 자리에서 사망했다. 펠릭스는 2004년부터 경찰관으로 일해왔고 2007년에 또 다른 총격 사망 사건에 연루된 적이 있었다. 그는 Barnes를 죽인 것에 대해 징계를 받지 않았다.
펠릭스를 고용했던 콘스터블 사무소와는 별개인 휴스턴 경찰국과 해리스 카운티 지방검찰청이 반즈의 사망 사건을 수사할 책임을 맡았다. 2016년 8월 31일, 12명으로 구성된 대배심은 반스의 죽음과 관련하여 펠릭스에 대한 기소를 기각했다. 그날 늦게, Barnes의 어머니와 아버지가 참석한 Black Lives Matter 시위가 Harris County 180th Criminal Court 밖에서 열렸다. 같은 날, 정차 장면의 대시캠 영상이 공개되었다.
반스의 어머니, 재니스 휴즈 반스는, 아들을 대신하여 펠릭스를 상대로, 과도한 무력 사용에 대한 소송을 제기했다. 제 5순회법원은 "위협의 순간" 원칙을 인용하며, 그녀의 청구를 기각했다.

### 전례
1985년 대법원은 테네시 대 가너 사건 에서 경찰이 치명적 무력을 사용하는 것은, "도주를 막기 위해 필요하며, 경찰관이 용의자가 경찰관이나 다른 사람에게 사망이나 심각한 신체적 상해의 중대한 위협을 가하고 있다고 믿을 만한 이유가 있는 경우를 제외하고는" 위헌이라고 판결했었다. 1989년 대법원은 그레이엄 대 코너 사건에서 소송을 심리할 때 법원은 "모든 상황 (totality of the circumstances)"을 고려해야 한다고 명확히 했었다.
제1, 제3, 제6 , 제7, 제9, 제10, 제11 및 DC 순회 항소 법원은 "전체성 원칙 (totality doctrine)"을 수용하고 적용하고 있다. 제2, 제4, 제5, 제8순회법원은 대신 "위협의 순간 (moment-of-threat)" 원칙을 적용하고 있다. 텍사스는 제5순회법원의 관할권에 속한다. "위협의 순간" 교리는 경찰관의 안전이 위협받는다고 주장되는 좁은 기간의 맥락에서만 제4차 개정안 위반을 평가하며, 이에 앞선 사건은 제외한다. 텍사스는 제5순회법원에 속하므로 지방법원과 제5순회법원은 차량의 움직임을 펠릭스의 안전에 대한 위협으로 간주하여, Barnes의 "수정헌법 4조 위반 청구"를 기각했고, 이에 따라 대법원에 항소하게 되었다.

## 대법원
2025년 1월 22일에 구두 변론이 진행되었다. 대법원심리에서, Barnes측 변호사들은 Katherine Booth Wellington과 Nathaniel Zelinsky 이었고, Felix측 변호사들은 Lisa Schiavo Blatt 와 Judith Ramsey Saldana[4]이었으며, Harris County 측 변호사는 Seth Barrett Hopkins 이었다.
바이든 행정부 법무차관 엘리자베스 프리로거(Elizabeth Prelogar)는 이 사건에 대해 법정의견서를 제출했다. Zoe A. Jacoby는 구두 변론 중에 미국을 대신하여 법률적 참고인으로 활동했다.

### 다수 의견
법원은 2025년 5월 15일에 결정을 내렸다. 전원일치 의견을 작성한 엘레나 케이건 대법관은 제5 순회 항소법원이 적용한 ‘위협의 순간(moment-of-threat)’ 원칙이 지나치게 협소하다며 이를 기각하였다. 연방대법원은 경찰관이 스스로 위협 상황을 초래한 경우 그들의 무력 사용의 정당성이 약화되는지 여부에 대해서는 판단하지 않았으며, 그 이유는 청구된 사항이 이 것에 관하여서는 하급심에서 다뤄지지 않아 판단대상이 아니기 때문이라는 이유에서이다.

### 보충의견
브렛트 카바너 Brett Kavanaugh 연방대법관은 클래런스 토마스 Clarence Thomas, 사뮤엘 알리토 Samuel Alito, 에이미 코니 바렛트 Amy Coney Barrett 대법관들과 함께 보충의견을 작성했다. 보충의견(concurrence)은 하급심판사들에게, 교통 단속이 경찰관에게 매우 위험한 상황이라는 점을 인식할 것을 주의시미며, 도주 행위는 “운전자가 더 중대한 범죄를 저지르려하거나, 또는 저질렀음을 암시한다고 지적하였다.

## 다음도 참조
- 미국 연방대법원의 2024년 회기 판결문들

## 참고문헌
1. 1 2 3  Sanders, Robyn Nicole (2025년 4월 15일). “Is the Supreme Court About to Make Police Violence Much Worse?”. 《Slate》 (미국 영어). ISSN 1091-2339. 2025년 5월 15일에 확인함.
2. 1 2 3 4 5 6 7 8  Lawrence Hurley (2025년 1월 25일). “'Split-second decision': Supreme Court returns to the question of police killings”. 《NBC News》. 2025년 2월 13일에 확인함.
3. ↑  Liptak, Adam (2025년 1월 22일). “Supreme Court Seems Ready to Reject Limit on Excessive-Force Suits Against Police Officers”. 《The New York Times》 (미국 영어). ISSN 0362-4331. 2025년 1월 22일에 원본 문서에서 보존된 문서. 2025년 1월 24일에 확인함.
4. 1 2 3 4  Liptak, Adam (2025년 5월 15일). “Supreme Court Rejects ‘Moment of Threat’ Limit in Excessive Force Suits”. 《The New York Times》 (미국 영어). ISSN 0362-4331. 2025년 5월 15일에 원본 문서에서 보존된 문서. 2025년 5월 15일에 확인함.
5. ↑  “US Supreme Court reviewing 2016 case where Harris Co. deputy constable shot and killed motorist”. 《ABC13 Houston》 (영어). 2024년 10월 9일. 2024년 12월 8일에 원본 문서에서 보존된 문서. 2024년 12월 8일에 확인함.
6. 1 2 3 4 5  “Barnes v. Felix”. 《Oyez Project》 (영어). 2024년 12월 7일에 확인함.
7. ↑  “Barnes v. Felix”. 《Constitutional Accountability Center》 (영어). 2024년 12월 8일에 원본 문서에서 보존된 문서. 2024년 12월 8일에 확인함.
8. ↑  Barned-Smith, St John (2016년 8월 31일). “Protesters rally after deputy is cleared in Beltway driver's death”. 《Chron》 (영어). 2024년 12월 30일에 확인함.
9. ↑  “The four US Supreme Court cases to watch”. 《BBC》 (영국 영어). 2024년 12월 8일에 원본 문서에서 보존된 문서. 2024년 12월 8일에 확인함.
10. ↑  ___ U.S. ___ (1985)
11. ↑  ___ U.S. ___ (1989)
12. ↑  Sullum, Jacob (2024년 10월 7일). “A Texas cop endangered himself by jumping onto a moving car. Then he shot the driver.”. 《Reason》 (미국 영어). 2024년 12월 8일에 확인함.
13. ↑  “23-1239 Barnes v. Felix” (PDF). 《Supreme Court of the United States》. 2024년 10월 4일. 2025년 1월 26일에 원본 문서 (PDF)에서 보존된 문서. 2024년 12월 8일에 확인함.
14. ↑  “No. 23-1239”. 《Supreme Court of the United States》. 2025년 1월 21일에 원본 문서에서 보존된 문서. 2024년 12월 30일에 확인함.
15. 1 2  “Barnes v. Felix”. 《SCOTUSblog》 (미국 영어). 2024년 12월 8일에 원본 문서에서 보존된 문서. 2024년 12월 7일에 확인함.